# Alan Kelly
Alan Kelly (Preston, 11 de agosto, 1968) é um ex-futebolista irlandês nascido na Inglaterra. Disputou duas Copas do Mundo por seu país.

## Carreira
Alan Kelly integrou a histórica Seleção Irlandesa de Futebol da Copa do Mundo de 1994 e 2002. 